# Piermaria Siciliano
Piermaria Siciliano (Catania, 27 giugno 1974) è un ex nuotatore italiano.

## Carriera
È stato uno stileliberista capace di essere competitivo dai 100 ai 1500 m e tra i maschi italiani più vincenti nella prima metà degli anni novanta. La sua prima società è stata l'Associazione Sportiva Poseidon di Catania e il suo primo tecnico Salvatore Nania, quindi Maurizio Coconi; nel 1990 si è messo in luce agli europei giovanili di Dunkerque quando ha vinto la medaglia d'argento nei 1500 m dietro a Denis Pankratov, ma già nell'anno successivo aveva mostrato di essere competitivo anche in gare più corte, cominciando ad andare sul podio regolarmente ai campionati italiani nei 100, 200 e 400 metri e vincendo tre medaglie agli europei giovanili di anversa nei 100 m (bronzo), 400 m (argento) e infine l'oro con la staffetta 4×200 m. Nel 1991 si è qualificato per gli Europei di Atene, dove è giunto decimo nei 1500. Nel 1992 ha partecipato ai Giochi olimpici di Barcellona dove è arrivato alla finale B nei 400 m ed ha nuotato in batteria con la 4×200 m che si è poi classificata quinta in finale.
Nel 1993 è passato alla squadra delle FIamme Gialle, allenato da Marco Colombo, con cui ha iniziato ad essere il miglior stileliberista italiano riuscendo già nel primo anno a vincere sette titoli italiani tra individuali e staffette; anche con la nazionale ha mostrato i suoi progressi sia nella coppa latina in primavera che agli europei di Sheffield in estate in cui è stato finalista nei 400 e nei 1500 m stile libero e nella 4×200 m in cui è arrivato quarto con Massimo Trevisan, Emanuele Idini e Bruno Zorzan. A dicembre, nella prima edizione dei mondiali in vasca a Palma di Maiorca di finali ne ha nuotate cinque: sesto nei 200 e 400 m e ottavo nei 1500, è poi arrivato quinto assieme a Emanuele Idini, Bruno Zorzan e Emanuele Merisi con la 4×200 m e settimo nella staffetta mista con Merisi, Andrea Cecchi e Idini.
L'anno dopo di titoli italiani ne ha vinti nove e ha fatto la tripletta 100-200-400 m stile libero sia ai primaverili che agli estivi; da finanziere ha partecipato ai mondiali militari vincendo cinque medaglie tra cui l'oro nei 400 metri. Ai mondiali di Roma ha nuotato in finale B nei 200 m ed è stato l'unico finalista maschile individuale nel nuoto in vasca, quinto nei 400 m: ha nuotato anche con la 4×200 che è giunta sesta con Idini, Trevisan e Alessandro Berti.
Anche nel 1995, anno in cui ha cambiato ancora tecnico passando con Piero Camarda, ha vinto nove volte ai campionati italiani ripetendo la doppia tripletta 100-200-400 m del 1994. Dopo aver partecipato alla coppa latina in primavera è stato convocato per gli europei di Vienna di agosto in cui è arrivato quarto sia nei 200 m (a otto centesimi da Antti Kasvio) che nei 400 m, vincendo poi la sua unica medaglia in una grande competizione, il bronzo conquistato con Massimiliano Rosolino, Emanuele Merisi ed Emanuele Idini.
Il 1996 lo ha visto vincere ancora quattro titoli ai primaverili per essere poi convocato per i Giochi Olimpici di Atlanta dove è stato finalista B nei 200 m e sesto con il quartetto del bronzo di Vienna nella 4×200 m. Poche settimane dopo ha vinto ancora cinque titoli ai campionati estivi per poi ritirarsi dal nuoto immediatamente dopo. Laureatosi in Ingegneria Elettronica nel 2001, vive a Catania con la moglie Tiziana e i figli. Nel 2006 ha deciso di partecipare ai mondiali master di San Francisco, in cui si era trovato per motivi di lavoro.

## Primati
Questi sono i suoi primati personali:
Vasca 50m
- 51"22 nei 100m sl
- 1'49"32 nei 200m sl
- 3'50"78 nei 400m sl
- 8'07"32 negli 800m sl
- 15'28"32 nei 1500m sl
- 55"17 nei 100m farfalla

Vasca 25m
- 50"41 nei 100m sl
- 1'47"06 nei 200m sl
- 3'45"92 nei 400m sl
- 7'51"84 negli 800m (record italiano degli 800 stile libero tra il 1995 ed il 1997)
- 15'14"33 nei 1500m sl

## Palmarès
| Giochi Olimpici              | 200 m st. libero       | 400 m st. libero       | 1500 m st. libero | 4×200 m st. libero                      | 4×100 m mista                |
| 1992 Barcellona Spagna       | ---                    | 4º in finale B 3'53"05 | 13º 15'28"46      | 5º, nuota in batteria frazione: 1'52"20 | ---                          |
| 1996 Atlanta Stati Uniti     | 5º in finale B 1'50"07 | ---                    | ---               | 6º - 7'19"92 frazione: 1'49"20          | ---                          |
| Campionati del mondo         | 200 m st. libero       | 400 m st. libero       | 1500 m st. libero | 4×200 m st. libero                      | 4×100 m mista                |
| 1994 Roma Italia             | 4º in finale B 1'50"86 | 5º 3'50"94             | ---               | 6º - 7'22"06 1ª frazione: 1'50"37       | ---                          |
| Mondiali in vasca corta      | 200 m st. libero       | 400 m st. libero       | 1500 m st. libero | 4×200 m st. libero                      | 4×100 m mista                |
| 1993 Palma di Maiorca Spagna | 6º 1'47"06             | 6º 3'45"92             | 8º 15'14"33       | 5º - 7'18"94 frazione: 1'48"21          | 7º - 3'43"80 frazione: 51"33 |
| Campionati europei           | 200 m st. libero       | 400 m st. libero       | 1500 m st. libero | 4×200 m st. libero                      | ---                          |
| 1991 Atene Grecia            |                        |                        | 10º 15'44"19      | 2º, nuota in batteria frazione: 1'51"59 |                              |
| 1993 Sheffield Regno Unito   | ---                    | 8º 3'53"05             | 7º 15'30"53       | 4º - 7'20"49 1ª frazione: 1'50"12       | ---                          |
| 1995 Vienna Austria          | 4º 1'49"32             | 4º 3'52"70             | ---               | Bronzo: 7'20"96 frazione: 1'48"22       | ---                          |
| Europei giovanili            | 100 m st. libero       | 400 m st. libero       | 1500 m st. libero | 4×200 m st. libero                      | 200 m st. libero             |
| 1990 Dunkerque Francia       | ---                    | ---                    | Argento 15'43"26  | ---                                     | ---                          |
| 1991 Anversa Belgio          | Bronzo 51"89           | Argento 3'55"59        | ---               | Oro: 7'38"43 frazione: 1'52"42          | 4º 1'51"27                   |

### Altri risultati
Coppa latina (vengono elencate solo le gare individuali)
- 1993, Firenze,  Italia

400 m stile libero: oro, 3'57"48
1500 m stile libero: bronzo, 15'46"67
- 1995, Belo Horizonte,  Brasile

200 m stile libero: oro, 1'51"58
400 m stile libero: oro, 3'58"48
1500 m stile libero: argento, 16'00"79
Campionati mondiali militari di nuoto
- 1994, San Pietroburgo,  Russia

400 m stile libero: oro,
1500 m stile libero: bronzo,
4×100 m stile libero: argento,
4×200 m stile libero: argento,
4×100 m mista: bronzo,

### Campionati italiani
19 titoli individuali e 15 in staffette, così ripartiti:
- 6 nei 100 m stile libero
- 6 nei 200 m stile libero
- 5 nei 400 m stile libero
- 1 negli 1500 m stile libero
- 1 nei 100 m farfalla
- 6 nella 4×100 m sl
- 8 nella 4×200 m sl
- 1 nella 4×100 m mista

| Anno | Edizione    | st. libero 100 m | st. libero 200 m | st. libero 400 m | st. libero 1500 m | st. libero 4×100 m | st. libero 4×200 m | farfalla 100 m | mista 4×100 m |
| ---- | ----------- | ---------------- | ---------------- | ---------------- | ----------------- | ------------------ | ------------------ | -------------- | ------------- |
| 1990 | Estivi      | -                | -                | -                | 3                 | -                  | -                  | -              | -             |
| 1991 | Primaverili | 2                | 2                | 2                | -                 | -                  | -                  | -              | -             |
| 1991 | Estivi      | -                | -                | 3                | -                 | -                  | -                  | -              | -             |
| 1992 | Primaverili | 3                | 3                | 2                | -                 | -                  | -                  | -              | -             |
| 1993 | Primaverili | -                | -                | 2                | 1                 | 1                  | 1                  | -              | -             |
| 1993 | Estivi      | -                | 1                | 1                | -                 | 1                  | 1                  | -              | -             |
| 1994 | Primaverili | 1                | 1                | 1                | -                 | 1                  | 1                  | -              | 2             |
| 1994 | Estivi      | 1                | 1                | 1                | -                 | 2                  | 1                  | -              | 3             |
| 1995 | Primaverili | 1                | 1                | 1                | -                 | 2                  | 1                  | -              | 2             |
| 1995 | Estivi      | 1                | 1                | 1                | -                 | 1                  | 1                  | -              | 2             |
| 1996 | Primaverili | 1                | 1                | -                | -                 | 1                  | 1                  | -              | 2             |
| 1996 | Estivi      | 1                | 2                | -                | -                 | 1                  | 1                  | 1              | 1             |